# Lista över revolutioner
Detta är en lista över revolutioner.

## A
- Agrikulturella revolutionen
- Amerikanska revolutionen
- Amerikanska inbördeskriget
- Arabiska våren
- Asturienrevolutionen

## C
- Cederrevolutionen

## F
- Februarirevolutionen 1848
- Februarirevolutionen 1917
- Finska revolutionen
- Franska revolutionen

## G
- Gröna revolutionen
  - Gröna revolutionen - Påbörjades under 1950- och 60-talen där bland annat växtförädling och nya jordbruksmetoder skulle användas för att hjälpa utsatta u-länder som Indien.
  - Valprotesterna i Iran 2009–2010
- Gustav III:s statskupp

## H
- Haitiska revolutionen
- Hibiskusrevolutionen

## I
- Industriella revolutionen
- Iranska revolutionen
- Italienska revolutionen

## J
- Jasminrevolutionen
- Jemenitiska revolutionen
- Julirevolutionen
- 14 juli-revolutionen

## K
- Kubanska revolutionen
- Kulturrevolutionen

## M
- Majrevolten
- Mexikanska revolutionen

## N
- Naturvetenskapliga revolutionen
- Neolitiska revolutionen
- Nejlikerevolutionen
- Novemberrevolutionen (Sverige)

## O
- Orangea revolutionen
- Oktoberrevolutionen

## P
- Paraplyrevolutionen i Hongkong 2014
- Pariskommunen
- Revolutionen i Portugal 1820

## R
- Rosenrevolutionen
- Rumänska revolutionen 1989
- Ryska revolutionen
- Ryska revolutionen 1905
- Rådsupproret i Ungern 1956

## S
- Sammetsrevolutionen
- Sexuella revolutionen
- Sjungande revolutionen
- Spanska revolutionen 1936
- Spanska revolutionen (1868)
- Spanska revolutionen (1820)

## T
- Tulpanrevolutionen
- Tyska novemberrevolutionen

## U
- Ungerska revolutionen 1919
- Ungernrevolten 1956
- Ungerska revolutionen 1848–1849

## X
- Xinhairevolutionen

## Ä
- Ärorika revolutionen

## Ö
- Revolutionerna i Östeuropa 1989